# Фіркірхен (Саксонія)
Фіркірхен (нім. Vierkirchen) — громада в Німеччині, розташована в землі Саксонія. Входить до складу району Герліц. Складова частина об'єднання громад Райхенбах.
Площа — 35,32 км2. Населення становить 1645 ос. (станом на 31 грудня 2020).